# حصار (خوي)
حصار هي قرية في مقاطعة خوي، إيران. يقدر عدد سكانها بـ 295 نسمة بحسب إحصاء 2016.